# Homolog rekombination

Under meiosen kan homolog rekombination ge upphov till nya kombinationer av gener.

Homolog rekombination är en typ av genetisk rekombination där information mellan två homologa DNA-molekyler utbyts.  Att DNA-molekylerna är homologa innebär att de är olika versioner av "samma" DNA-sekvens, till exempel samma gen på olika kromosomer i ett kromosompar. Homolog rekombination har en viktig roll under meiosen, processen där könsceller (ägg och spermier hos djur) skapas genom celldelning. Processen ger i meiosen upphov till nya genetiska kombinationer och därigenom genetisk variation mellan artens individer. Mekanismen används också för att reparera dubbelsträngsbrott i cellernas DNA, när en DNA-molekyl helt har gått av. Bakterier och virus använder också homolog rekombination i viss utsträckning när de tar in ny genetisk information i så kallad horisontell genöverföring, där genetisk information kan tas upp utan att vara donators avkomma.

## Hos eukaryoter
Homolog rekombination är en central mekanism för celldelningen hos eukaryoter såsom växter, djur, svamp och protister. Homolog rekombination används för att reparera dubbelsträngsbrott som uppkommit till följd av joniserande strålning eller DNA-skadande kemikalier i celler som delar sig med hjälp av mitos. Om dessa dubbelsträngsbrott inte repareras kontrollerat kan dessa sättas ihop felaktigt och orsaka att stora omkastningar i genorganisationen på kromosomerna, något som kan orsaka eller direkt föranleda flera sjukdomstillstånd såsom exempelvis cancer.
Förutom att reparera DNA har homolog rekombination en vital roll i att skapa genetisk variation mellan individer. Detta inträffar när cellerna delar sig i meiosen för att i djur bilda gameter, spermieceller eller äggceller, pollen eller fröämnen i växter och sporer i svampar. Detta görs i en kromosomal överkorsning där liknande kromosomsekvenser utväxlas mellan homologa kromosomer. Detta orsaker att potentiellt fördelaktiga kombinationer av gener uppkommer vilket då skulle kunna ge avkomman en evolutionär fördel. Den kromosomala överkorsningen inleds när proteinet Spo11 orsakar ett riktat dubbelsträngsbrott i DNA-strängen. Platsen där brottet sker väljs inte slumpmässigt, utan sker vanligtvis i intergena promotorregioner i GC-par-rika regioner. Platserna där dessa dubbelsträngsbrott sker kallas ofta recombination hotspots och tenderar att vara ungefär 1000-2000 baspar långa och har följaktligen hög frekvens av rekombination. Om det emellan två närliggande gener saknas en plats där rekombination ofta sker, kommer dessa gener oftare nedärvas tillsammans i framtida generationer än om sorteringen hade varit oberoende. Man brukar benämna sådana gener som kopplade.

## Hos bakterier
Homolog rekombination är av stor vikt för bakteriers förmåga att reparera DNA, men bidrar också till viss del till dess genetiska variation. För att reparera dubbelsträngsbrott används huvudsakligen RecBCD-systemet. Enkelsträngsbrott tros repareras med RecF-systemet. Båda systemen avslutas med två händelser som kallas trådbortträngning respektive upplösning.

### Reparation av dubbelsträngsbrott
Dubbelsträngsbrott är en vanlig och farlig DNA-skada som uppkommer då DNA:s dubbelsträng helt bryts av, ofta på grund av UV-strålning. Bakterien E. Coli reparerar detta bland annat med hjälp av enzymkomplexet RecBCD. RecBCD binder till dubbelsträngsbrotten och börjar successivt förstöra strängarna i en riktning till dess att det stöter på en sekvens kallad Chi-site. Enzymkomplexet pausar då och binder flyktigt till denna sekvens, vilket orsakar en strukturförändring. DNA-molekylens två strängar benämns 5' respektive 3' och efter strukturförändringen är det endast 5'-strängen som bryts ner av komplexet samtidigt som 3'-strängen lämnas intakt.
RecA är ett enzym med förmåga att binda till just enkelsträngade DNA-molekyler och möjliggöra homolog rekombination mellan dessa och dubbelsträngade DNA-molekyler. Genom att först binda in till det av RecBCD skapade 3'-överhänget och sedan leta upp sekvenslikhet hos en homolog dubbelsträngad DNA-molekyl kan ett så kallat hollidaykors skapas. Ett hollidaykors är ett komplex som bildas mellan den invaderande enkelsträngen och den dubbelsträngade molekylen. Genom enzymkomplexet RuvAB kan strängarna i ett hollidaykors förflyttas, så kallad grenpunktsförflyttning, och på så vis utbyta information.
Detta komplicerade komplex måste sedan klyvas för att åter skapa två dubbelsträngade molekyler. Klyvningen utförs av molekylen RuvC och kan ha två möjliga utfall beroende på hur komplexet klyvs. Det ena fallet benämns på engelska splice-recombinant och ger ett större utbyte av information mellan strängarna. Det andra, med mindre genetiskt utbyte, benämns patch- eller non-recombinant.